# Pornografia na Coreia do Norte

Um mapa mostrando o mundo por leis sobre pornografia. As partes em vermelho (incluindo a Coreia do Norte) indicam que a pornografia é ilegal.
Totalmente legal
Parcialmente legal, sob algumas restrições ou status ambíguo
Ilegal
Dados não disponíveis

A pornografia é proibida na Coreia do Norte. A produção, distribuição e importação de pornografia é punida severamente pelo governo. No entanto, a pornografia é difundida no país porque as pessoas a importam secretamente ou a produzem localmente. A posse do primeiro material pornográfico tornou-se popular entre as elites durante o final dos anos 1990, quando Kim Jong-il governava o país. Altos funcionários políticos e militares eram os consumidores mais ativos da pornografia. Hoje, a pornografia é vendida abertamente na fronteira China-Coreia do Norte, apesar das tentativas do governo de restringir a circulação. A maior parte do conteúdo consumido na Coréia do Norte é produzido fora do país, com uma parte significativa de gravações piratas chinesas de baixa qualidade. Filmes pornográficos produzido localmente normalmente envolve mulheres nuas ou seminuas dançando com música.

## História
A sexualidade é restrita na cultura conservadora norte-coreana. Alguns desertores dizem que a falta de educação sexual no país resulta em jovens aprendendo sobre sexo através da pornografia, e também que os adultos assistem menos pornografia do que os jovens. Mostrar interesse em pornografia pode fazer com que alguém fique sujeito à rede de vigilância em massa do país.
Revistas pornográficas e filmes vendidos em mercados negros são distribuídos como CDs chamados de "Sex-R" (sexo CD-R) e são organizados por qualidade de vídeo, que é principalmente pouca devido a maioria deles serem gravações bootleg da China. Os mercados e os métodos de distribuição continuam a se desenvolver. A venda não autorizada de pornografia ocorre, por exemplo, no mercado de Tongil, em Pyongyang. Na fronteira China-Coreia do Norte, a pornografia é comercializada a céu aberto. A exposição à pornografia chinesa também aumentou o número de abortos.
Assistir a pornografia se espalhou entre as elites do país no final dos anos 90. Depois disso, a prática se espalhou para outros estratos sociais também. Obras pornográficas domésticas geralmente apresentam mulheres norte-coreanas nuas ou de biquíni que dançam com música. A Editora de Literatura e Arte publicou secretamente um livro pornográfico, Licentious Stories, para o uso de funcionários do partido. Em 2000, o Comitê Central de Radiodifusão da Coréia também publicou um vídeo pornográfico para os funcionários. A pornografia importada substituiu hoje em dia a pornografia doméstica. As elites políticas e do exército são os consumidores mais ativos da pornografia. Alugar um CD por uma hora custa dois mil won norte-coreanos. Os alunos do ensino médio são conhecidos por alugá-los.